# フランス国立農村工学・河川・森林学校
フランス国立農村工学・河川・森林学校(フランス語: École nationale du génie rural, des eaux et des forêts、ENGREF）は、環境工学や林学に特化したフランスのグランゼコール。アグロパリテック構成校。

## 歴史
フランス国内に数多く存在するグランゼコールのひとつで、1824年に、ロレーヌ地方の都市であるナンシーに森林学の研究および林野行政の高等行政官の養成を目的とする専門教育機関（国立高等専門学校）としてナンシー水利・林業学校という名称で設立されたのが最初である。また、政治体制の変遷とともに名を変えながら、フランスに共和制が確立したことに伴って、フランス国立河川・森林学校(ENEF；École Nationale des Eaux et Forêts)という名称が確立する。1919年には、フランス国立農村工学学校(École Nationale du Génie Rural)がパリに設立され、その後、1960年代に行われたピザニ改革によって、ENEFは、農村工学部門と合併して、現在のENGREFに落ち着いたのである。
このENGREFは、海外からの留学生も受け入れており、ENEF時代には、1867年から1884年にかけて英国人留学生の受け入れや1889年には、アメリカ合衆国において初代森林局長となったG.ピンショーが留学滞在していた。また、日本人留学生の受け入れも行っており、高島北海（高島得三）が1885-1888年にかけて、留学生として滞在していたという歴史も持ち合わせている。

## 教育
現在では、フランス国内において農林業及び森林官等の農林行政に携わる人達を育成する為の教育機関として、このENGREFがその中心的役割を果たしている。ここに入校するには、大学で２年履修後に選抜試験を受ける必要があり、入学後にはさらに５年間の教育を受けて、卒業後には森林行政などの仕事に就くという。これらのことから、ENGREFにおいては、入学前と入学後に相当なハイレベルの学習カリキュラムが待ち受けているという、まさに農林分野のエキスパートを育成する為のエリート教育機関であることが判る。